# Уорик (район)
Уорик (англ. Warwick) — неметрополитенский район (англ. Non-metropolitan district) в графстве Уорикшир (Англия). Административный центр — город Ройал-Лемингтон-Спа.

## География
Район расположен в центральной части графства Уорикшир, граничит с графством Уэст-Мидлендс на севере.

## Состав
В состав района входит 4 города: 
- Кенилуэрт
- Ройал-Лемингтон-Спа
- Уитнаш
- Уорик

и 27 общин (англ. Civil parish).